# Reithrodontomys chrysopsis
Reithrodontomys chrysopsis är en däggdjursart som beskrevs av Clinton Hart Merriam 1900. Reithrodontomys chrysopsis ingår i släktet skördemöss, och familjen hamsterartade gnagare. IUCN kategoriserar arten globalt som livskraftig. Inga underarter finns listade i Catalogue of Life.
Denna gnagare når en kroppslängd (huvud och bål) av 75 till 85 mm, en svanslängd av 90 till 116 mm och en genomsnittlig vikt av 14 g. Bakfötterna är 17 till 21 mm långa och öronens längd är likaså 17 till 21 mm. Den svartbruna pälsen på ryggen ser ljusare ut på grund av inblandade gulorange till rödorange färgade hår. Fram mot sidorna blir pälsen ockra till gulbrun. Undersidan är täckt av kanelfärgad päls som vanligen har rosa nyanser. Hos Reithrodontomys chrysopsis är öronen svarta. Svansen har en svart ovansida och en ljus undersida.
Arten förekommer i centrala Mexiko. Den lever i landets vulkaniska bergstrakter. Reithrodontomys chrysopsis hittas främst i blandskogar. De kyliga och fuktiga skogarna domineras av tallar, granar och ekar. Denna gnagare hittas dessutom på bergsängar, i buskskogar och samt i områden som är täckta av ormbunkar och mossor.
Liksom andra skördemöss sover Reithrodontomys chrysopsis under dagen i ett klotformigt näste av gräs. Den letar på natten efter föda som utgörs av frön och olika gröna växtdelar.